# Classe Gumdoksuri
La classe Gumdoksuri (hangul :  검독수리급 고속함 ) est une série de patrouilleurs construit par la Corée du Sud pour équiper sa marine. Elle est aussi connue sous le nom de PKX (patrouilleur rapide) ou PKG (patrouilleur tueur lance-missiles guidés).

## Histoire
Destinée à remplacer la classe usée de patrouilleurs Chamsuri, la classe Gumdoksuri a été construite par les chantiers navals Hanjin Heavy Industries et STX Offshore & Shipbuilding. Elle a commencé à être développée en 2003 tandis que le navire de tête a été mis en service le 18 décembre 2008
La classe Gumdoksuri a été divisée en deux groupes : la variante A qui regroupe des patrouilleurs de 500 tonnes lanceurs de missiles antinavires et la variante B dont le poids a été réduit à 200 tonnes. 24 Gumdoksuri A et 18 Gumdoksuri B ont été initialement prévus et certains sont encore en construction en 2014. 

## Navires
- ROKS Yoon Youngha (PKG-711), mis en service le 17 décembre 2008
- ROKS Han Sanggook (PKG-712), mis en service le 14 septembre 2011
- ROKS Jo Chunhyung (PKG-713), mis en service le 14 septembre 2011
- ROKS Hwang Dohyun (PKG-715), mis en service le 13 janvier 2012
- ROKS Suh Hoowon (PKG-716), mis en service le 28 novembre 2011
- ROKS Park Donghyuk (PKG-717), mis en service le 28 novembre 2011
- ROKS Hyun Sihak (PKG-718), lancé le 28 juillet 2010
- ROKS Jung Geungmo (PKG-719), mis en service le 19 décembre 2011
- ROKS Ji Deokchil (PKG-721), mis en service le 23 décembre 2011
- ROKS Lim Byeongrae (PKG-722), mis en service le 3 septembre 2013
- ROKS Hong Siuk (PKG-723), mis en service le 10 octobre 2013
- ROKS Hong Daeseon (PKG-725), mis en service le 4 novembre 2013
- ROKS Han Munsik (PKG-726), mis en service le 28 janvier 2014
- ROKS Kim ChangHak (PKG-727), mis en service le 4 mars 2014
- ROKS Park Dongjin (PKG-728), mis en service le 1er avril 2014
- ROKS Kim Soohyun (PKG-729), mis en service le 2 octobre 2014
- ROKS Lee Byungchul (PKG-733), mis en service le 3 décembre 2014
- ROKS Jeon Byeongik (PKG-732), mis en service le 24 juin 2016